# Martín Yáñiz
Martín Gregorio Yáñiz o Yániz (Navarra, España, 1772 - Buenos Aires, Argentina, junio de 1836) fue un  comerciante y político español que tuvo una destacada actuación en el proceso inmediatamente anterior a la Revolución de Mayo de 1810.

## Biografía
Se instaló en Buenos Aires, capital del Virreinato del Río de la Plata, siendo aún adolescente, y se dedicó al comercio, enriqueciéndose rápidamente. Comerciaba con el puerto de Cádiz y era propietario de un buque y varios almacenes en Buenos Aires y Montevideo.
En 1806 era regidor del cabildo de Buenos Aires. Tras participar en la Reconquista de Buenos Aires en ocasión de las Invasiones Inglesas, fue uno de los promotores –siguiendo a Martín de Álzaga– de la deposición del virrey Rafael de Sobremonte.
Más tarde fue síndico del Consulado de Buenos Aires. En tal carácter le tocó intervenir en el juicio de los comerciantes Twaites y Dillon, que pretendían la apertura total del comercio a los ingleses. Defendió firmemente la postura proteccionista, con la cual aseguraba el monopolio del comercio de las colonias de España para su metrópoli. Argumentó que la apertura al comercio británico significaría la ruina de los artesanos e industriales, ninguno de los cuales iba a estar en condiciones de competir con los productos importados de Inglaterra, y también de los dueños de embarcaciones, que no podrían competir con los buques ingleses. Recomendó, para solucionar el déficit público, recurrir a un empréstito entre los comerciantes porteños, que preferirían esta salida a la apertura comercial. La postura opuesta fue defendida por Mariano Moreno en su famosa "Representación de los hacendados". De todos modos, el virrey Cisneros traía órdenes desde España, respecto de abrir el comercio de su virreinato con los buques de naciones amigas, entre las cuales estaba Gran Bretaña, y fue esto lo que se resolvió en definitiva.
En 1810 fue alcalde de segundo voto del cabildo porteño. Como tal, fiscalizó y refrendó la votación del cabildo abierto del 22 de mayo. Tres días más tarde apoyó las dilaciones legalistas del síndico Julián de Leyva.
Por influencia de la Audiencia, votó en secreto –con otros españoles– fidelidad al Consejo de Regencia de España e Indias. Cuando el virrey y los oidores fueron expulsados en dirección de las Islas Canarias, Yáñiz fue confinado junto con el alcalde de primer voto, Juan José de Lezica y Alquiza, a la villa de Luján.
Recobró la libertad a principios de 1811. Pasó el resto de su vida dedicado al comercio minorista y no volvió a actuar en política. Falleció en Buenos Aires en 1836.